# Karabin AAA Leader Dynamics SAC
SAR/SAC – australijski karabin automatyczny (w terminologii angielskiej „karabin szturmowy”) opracowany w zakładach Australian Automatic Arms/Leader Dynamics SAC jako następca karabinu FN FAL używanego wówczas przez Armię Australijską. SAR/SAC używał nabój pośredni 5,56 × 45 mm, działał na zasadzie odprowadzenia gazów prochowych. Opracowano trzy wersje broni SAR/SAC/SAP (odpowiednio: karabin, karabinek i karabinek bez kolby), ale broń nie weszła do produkcji ponieważ Armia Australijska zdecydowała na przyjęcie karabinu Steyr AUG jako standardowej broni strzeleckiej.